# Oris-en-Rattier
Oris-en-Rattier este o comună în departamentul Isère din sud-estul Franței. În 2009 avea o populație de 2.207 de locuitori.

## Evoluția populației
| An        | 1975  | 1982  | 1990  | 1999  | 2006  | 2009  |
| --------- | ----- | ----- | ----- | ----- | ----- | ----- |
| Populație | 1.187 | 1.561 | 1.950 | 2.104 | 2.069 | 2.207 |